# Gillellus healae
Gillellus healae е вид лъчеперка от семейство Dactyloscopidae.

## Разпространение
Видът е разпространен в Аруба, Мексико (Тамаулипас) и САЩ (Алабама, Джорджия, Луизиана, Мисисипи, Тексас, Флорида и Южна Каролина).